# پارک ۲۸۰۰ سالگی ایروان
پارک ۲۸۰۰ سالگی ایروان  یک پارک عمومی در منطقه اداری کنترون در شهر ایروان  پاییتخت ارمنستان است که با نام پارک واردانیان نیز شناخته می شود،  این پارک در ۱۰ می ۲۰۱۹ به مناسبت دو هزار و هشتصد سالگی شهر ایروان افتتاح شد. رسانه‌ها از این پارک به عنوان هدیه‌ای از طرف میکائیل و کارن واردانیان دو بازرگان و نیکوکار ارمنی به شهر ایروان یاد کرده‌اند.
پارک مذکور در حد فاصل خیابان‌های ایتالیا، بیروت، خورناتسی و سنت گریگور لوساوریچ قرارگرفته است. محوطه این پارک بین مجسمه‌های استپان شاومیان و الکساندر میاسنیکیان امتداد دارد..

## تاریخچه
پیش از ساخته شدن پارک ۲۸۰۰ سالگی ایروان، این منطقه بخشی از حاشیه‌ی پارک انگلیسی بود. پس از ساخت خیابان ایتالیا در سال ۲۰۰۲، به نظر می رسید این مکان به یک جزیره تبدیل شده است. به دلیل عدم نگهداری از منطقه و وضعیت نامناسب آن، فعالیت آن به عنوان منطقه پارک عمومی متوقف شد. در آن زمان درختان پارک، بیمار، کهنه و پوسیده بودند، نیمکت‌ها آسیب دیده، فواره‌ها تخریب شده و کار نمی‌کردند. در همین منطقه بود که ساخت پارک ۲۸۰۰ سالگی ایروان در ابتدای سال ۲۰۱۸ آغاز شد و در سال ۲۰۱۹ به پایان رسید. ساخت این پروژه شش ماه و تکمیل ساخت پارک یک سال و نیم دیگر طول کشید. طراحی و اجرای این پارک دارای ویژگی‌های معماری مدرن است. بر اساس پروژه معماری جدید، در طول ساخت و ساز همه چیز در پارک از جمله جایگزینی خاک محوطه پارک تغییر کرده است.

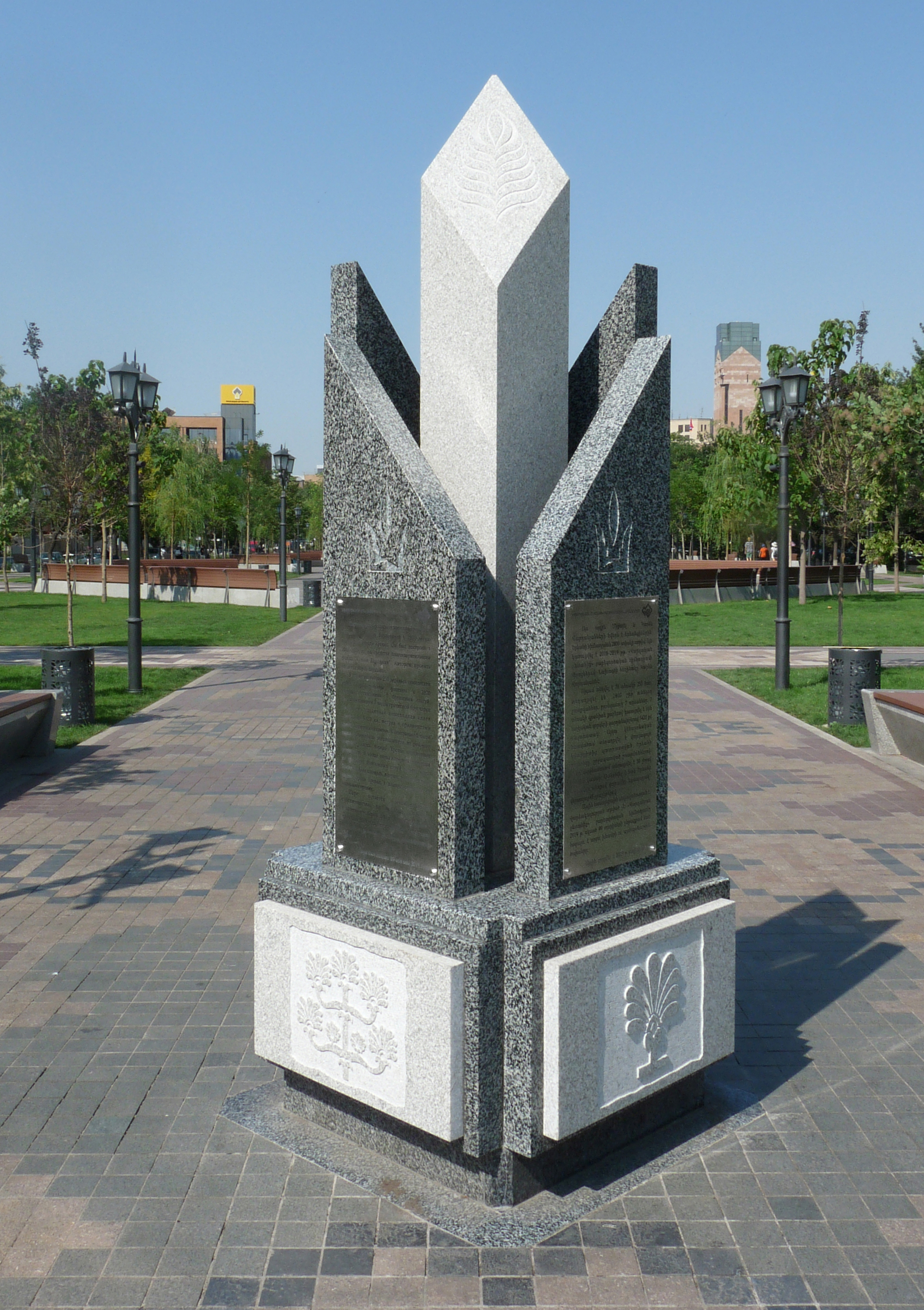
یادبود بنیاد خیریه خانواده وردانیان

مراسم افتتاحیه این پارک که در ۱۰ می ۲۰۱۹ برگزار شد که  به دلیل حضور نخست وزیر ارمنستان، شهردار ایروان و مهمانان متعدد دیگر مورد توجه قرار گرفت. گفته می‌شود  برای اجرای این پروژه مبلغ ۵ میلیون و ۳۰۰ هزار دلار آمریکا هزینه شده است. این پارک به طور کامل با حمایت مالی بنیاد خیریه «خانواده وردانیان» ساخته شده است. ایده پرداز این پروژه کارن واردانیان بود. علاوه بر ساخت پارک، از سال ۲۰۱۹ توسط بنیاد خیریه «خانواده وردانیان» هزینه‌های مراقبت و نگهداری پارک برای  99 سال آینده از سوی آن‌ها تامین خواهد شد.

## فضای سبز
مساحت سرسبز پارک ۷۵۰۰ متر مربع است که شامل ۳۶۹ درخت از ۷۰ گونه گیاهی می‌شود. دیگر فضاها در پارک با گل‌های مختلف پوشش داده شده است. این پارک از دو طرف توسط حصاری از بوته‌های گونه  برگ نو احاطه شده است. مناطق سبز توسط یک سیستم خودکار قطره ای و بارانی آبیاری می شوند. آبیاری فقط در شب انجام می شود تا مزاحمتی برای بازدیدکنندگان ایجاد نشود.

## معماری
استفاده از فواره و آبنما در این پارک بر مبنای شرایط اقلیمی صورت می‌گیرد. آبنماهای این پارک در اوایل اردیبهشت روشن می‌شوند و بسته به شرایط آب و هوایی تا پایان اکتبر خاموش می‌شوند. همه فواره‌ها  همه روزه از ساعت ۱۱ صبح تا نیمه‌شب و در ماه‌های می و اکتبر تا ساعت ۹ شب کار می‌کنند. نور فواره ها در هنگام غروب به طور خودکار روشن می شود و در نیمه شب خاموش می شود. در پارک ۵ نوع فواره با نور چند رنگ و حوض های گرانیتی وجود دارد: پیاده، با آب های بالارونده، چرخان، درخشان و قوسی. حوض تمام آبنماهای پارک از کاشی های گرانیتی ۲ رنگ ساخته شده است. کاشی های گرانیتی این پارک با تزئینات سنتی ارمنی حکاکی شده است. مجموعه فواره شامل ۲۸۰۰ فواره تزئین شده از جنس آلومینیوم با تزئینات ارمنی است. در دو طرف مجموعه آب خوری وجود دارد. طراحی الگوهای گرانیتی و آلومینیومی برای هر یک از ۱۰ حوض منحصر به فرد و تکرار نشدنی است. در قسمت مرکزی پارک نقشه ای از کوارتزیت صورتی با نام های حکاکی شده از 12 منطقه اداری ایروان وجود دارد. نقشه توسط فواره ها احاطه شده است.
سنگفرش بلوک پارک از ۵۰۰۰۰ قطعه سنگ فرش گرانیتی هفت رنگ در ابعاد ساخته شده است. نقش‌های سنگفرش پارک تقریباً به طور کامل از تزئینات فرش های سنتی ارمنی باستان گرفته شده است و بخشی از تزئینات الگوهای قلعه اربونی دوره اورارتویی را تکرار می کند. در مرکز سنگفرش یک مسیر فرش باریک و مستطیلی وجود دارد که با نقش و نگارهای فرش ارمنی تزئین شده است. سیستم تزیین قالی‌ها به‌ویژه از نوع چارتار که با زنجیره‌های به هم پیوسته آفریده‌های بزرگ الماس شکل مشخص می‌شود، در پایه ساختار قالی قرار دارد. ترکیب اصلی فرش اژدها دوره متاخر از نوع «خندزورسک» نشان داده شده است. این شامل نماد خورشید است که نشان دهنده تضاد ابدی بین خیر و شر و هشت سبک سازی از اژدها در اطراف خورشید است. الگوهای "درخت زندگی" که از نماد خورشید آغاز شده است نشان دهنده پیروزی خیر و ایده زندگی ابدی است. نسخه خطی بخش مرکزی فرش اژدها "گوهر" بافته شده در سال 1680 در مرکز تزیینات الماس شکل بزرگ قرار دارد. گوشه‌ها با نقش‌های اژدهای تلطیف‌شده مخصوص قالی‌های اژدهای متاخر از نوع «مسیاتسوتن» و با نقش‌های پلکانی الماسی شکل معمولی فرش‌های «چارتار» تزئین شده‌اند.
در انتهای پارک مجسمه الکساندر میاسنیکیان (مجسمه ساز آرا شیراز ، معمار جیم توروسیان) وجود دارد که در سال ۱۹۸۰ ساخته شده است. با این حال مجسمه الکساندر میاسنیکیان هیچ ارتباطی با پارک ۲۸۰۰ ساله ی ایروان که زیر نظر شهرداری ایروان است، ندارد. 
این مجسمه توسط وزارت فرهنگ ارمنستان نگهداری می شود.

## تصاویر

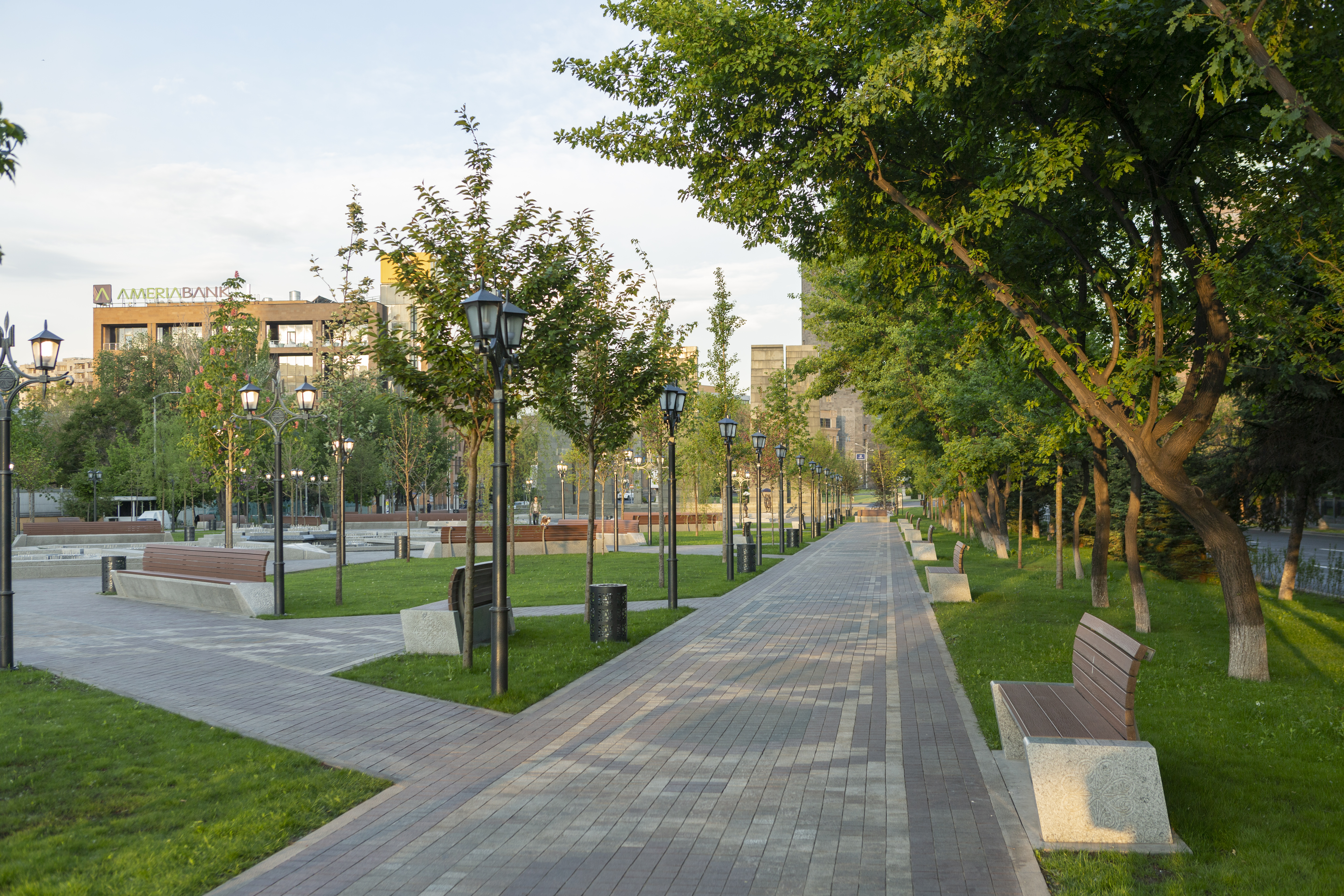
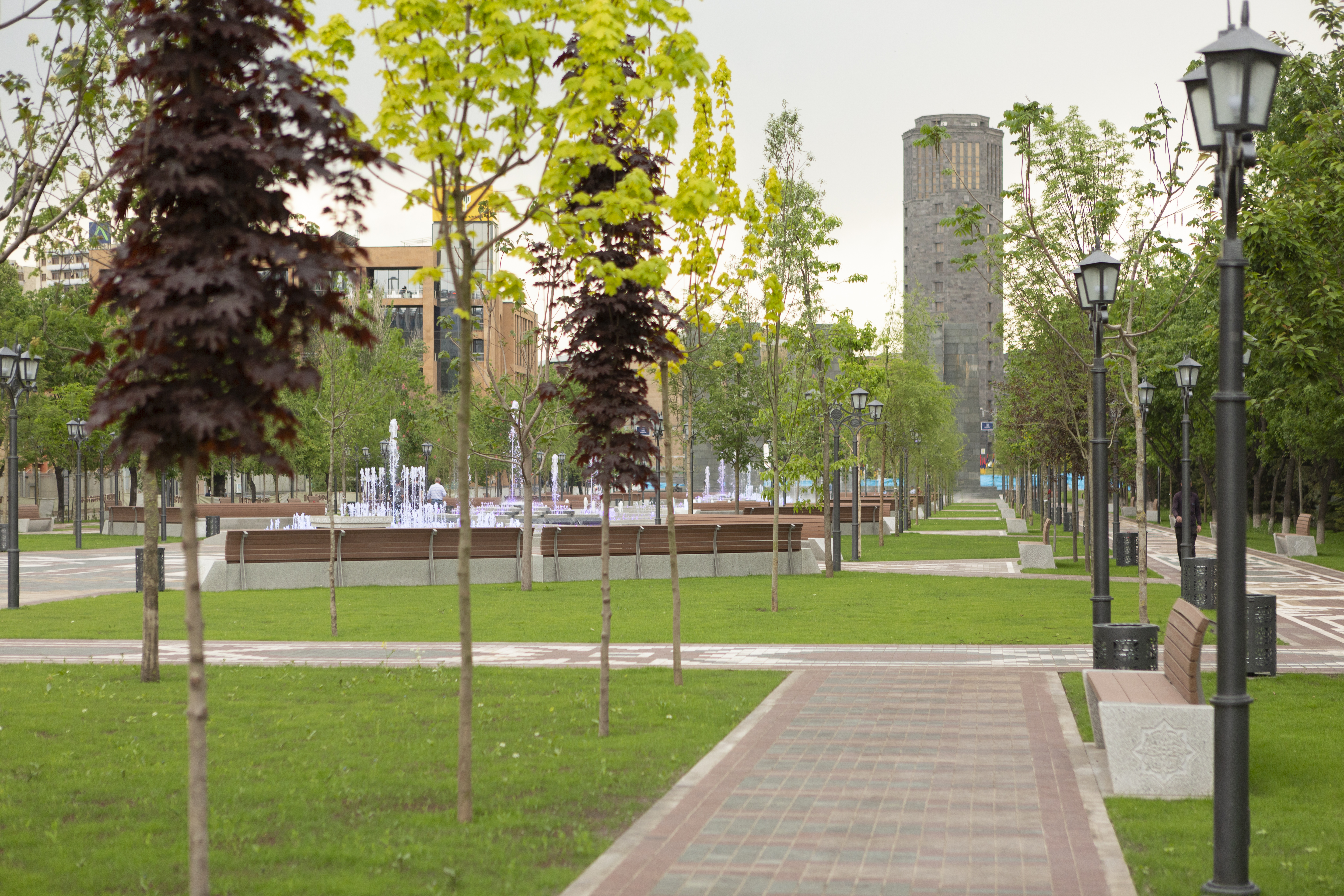
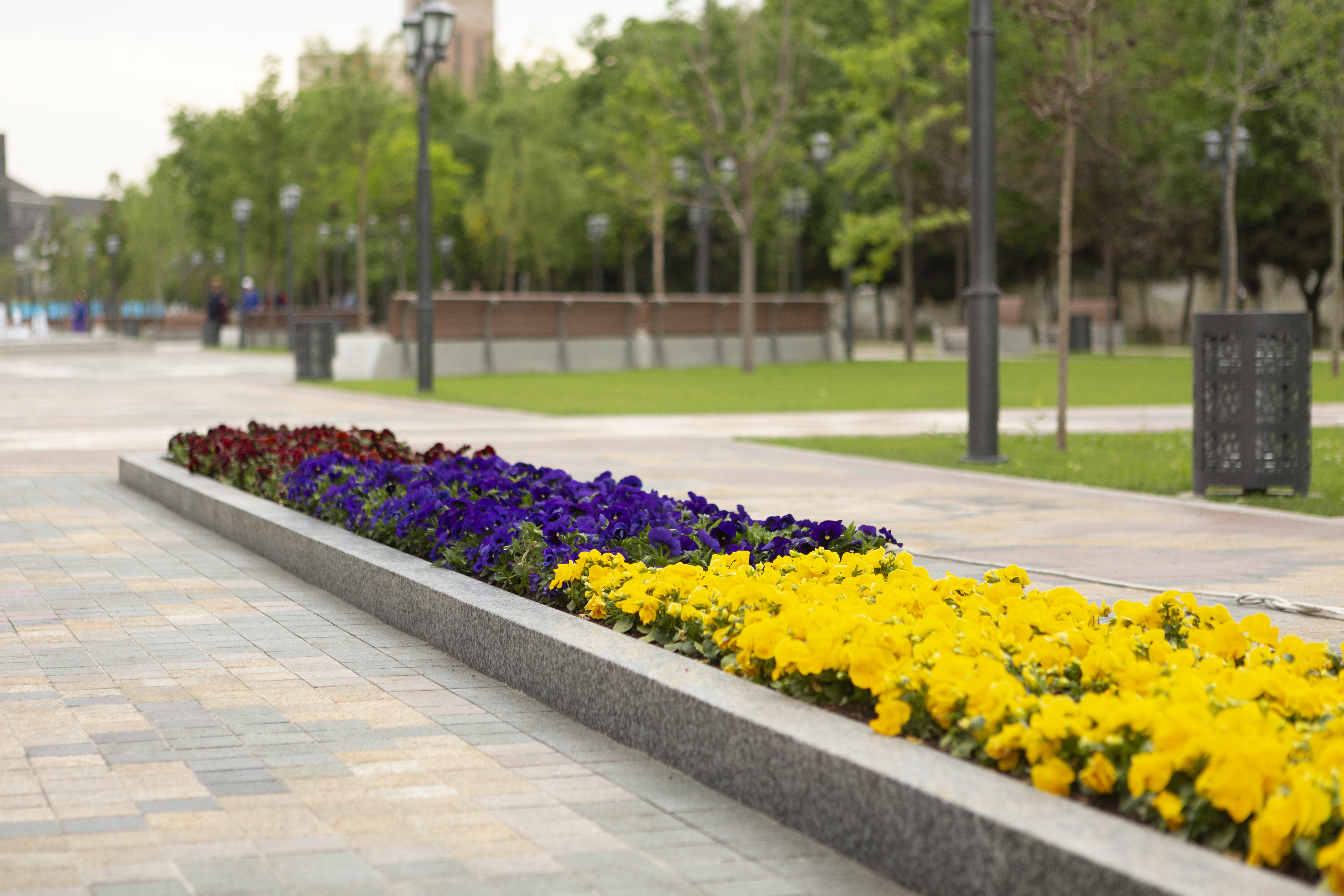

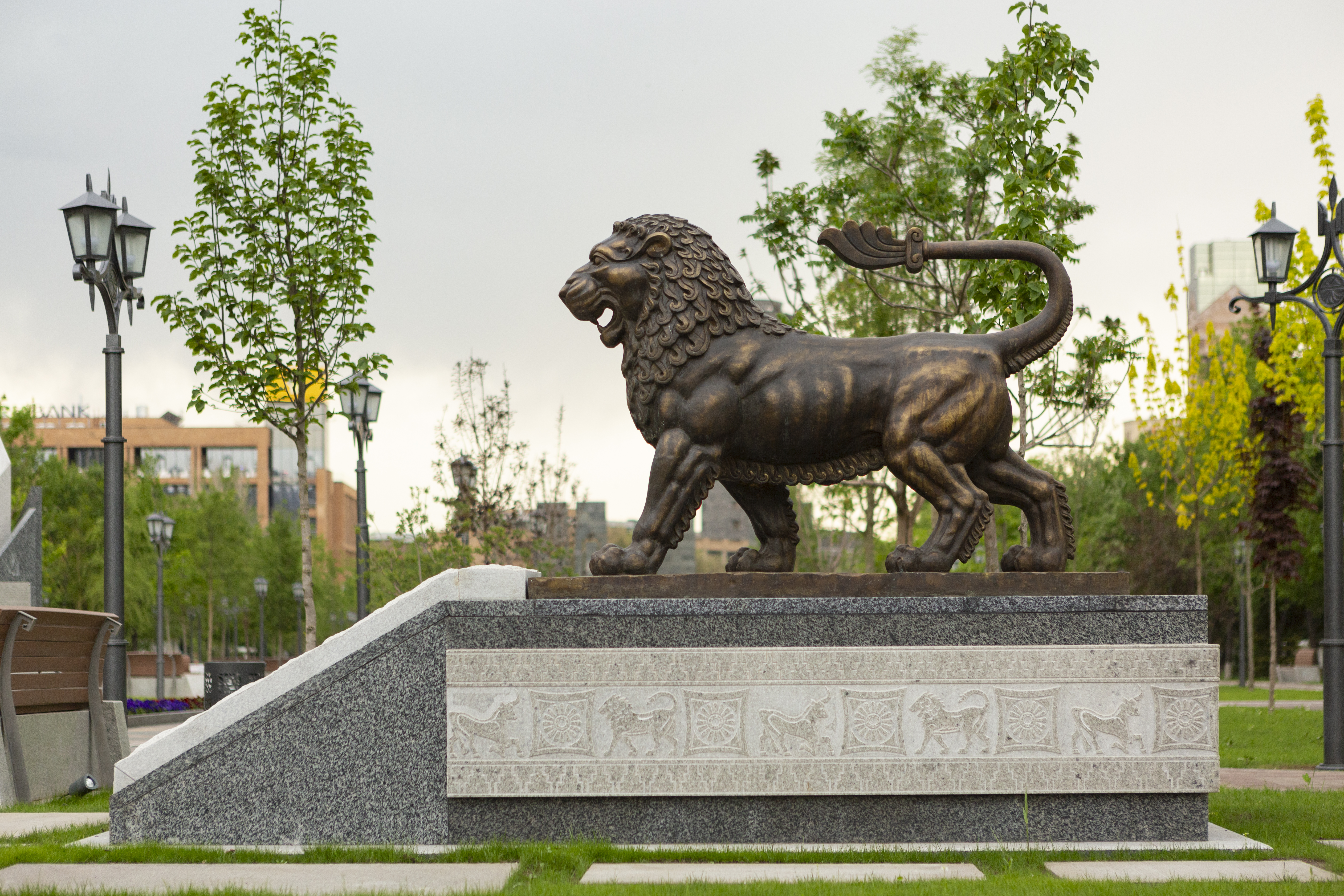
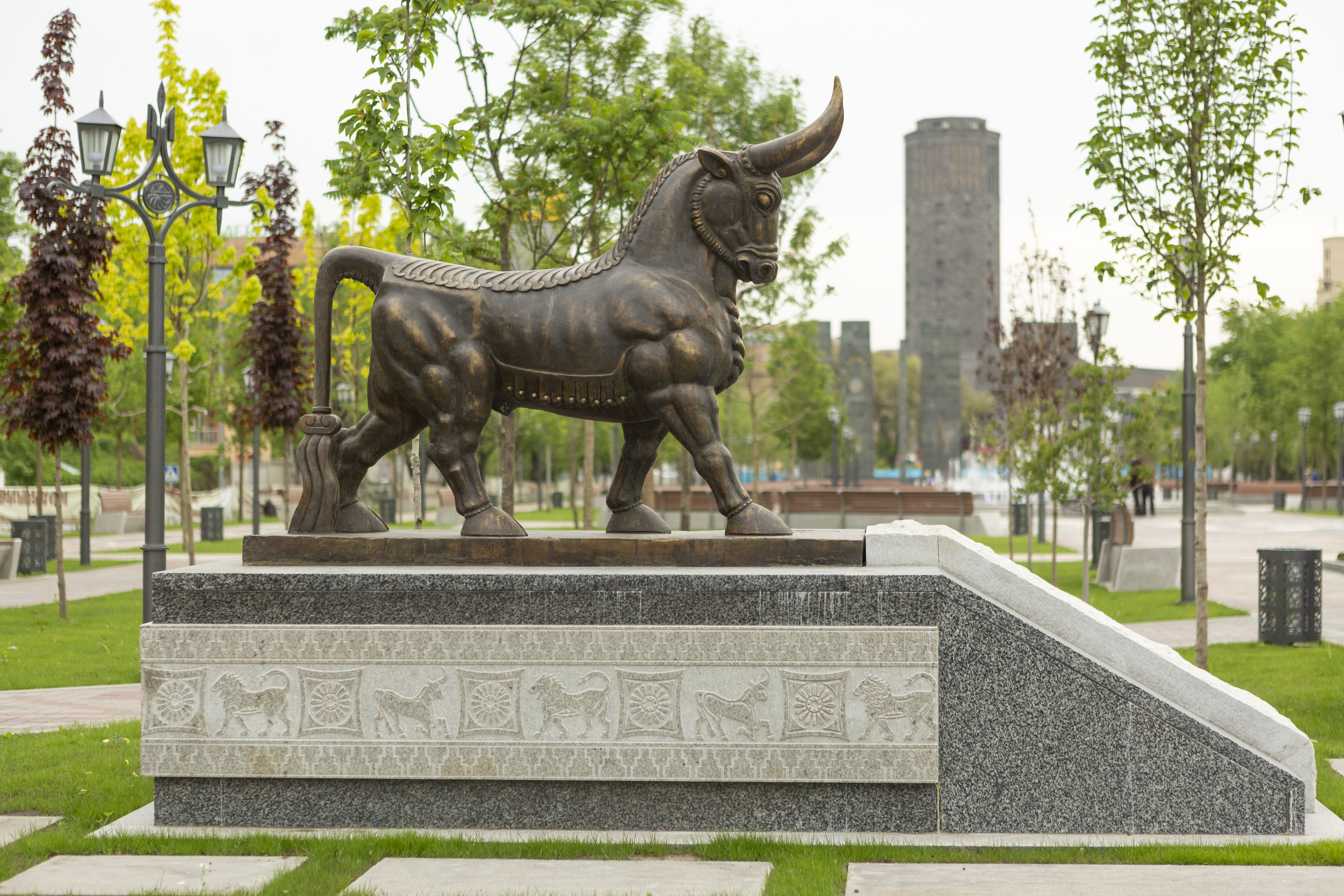
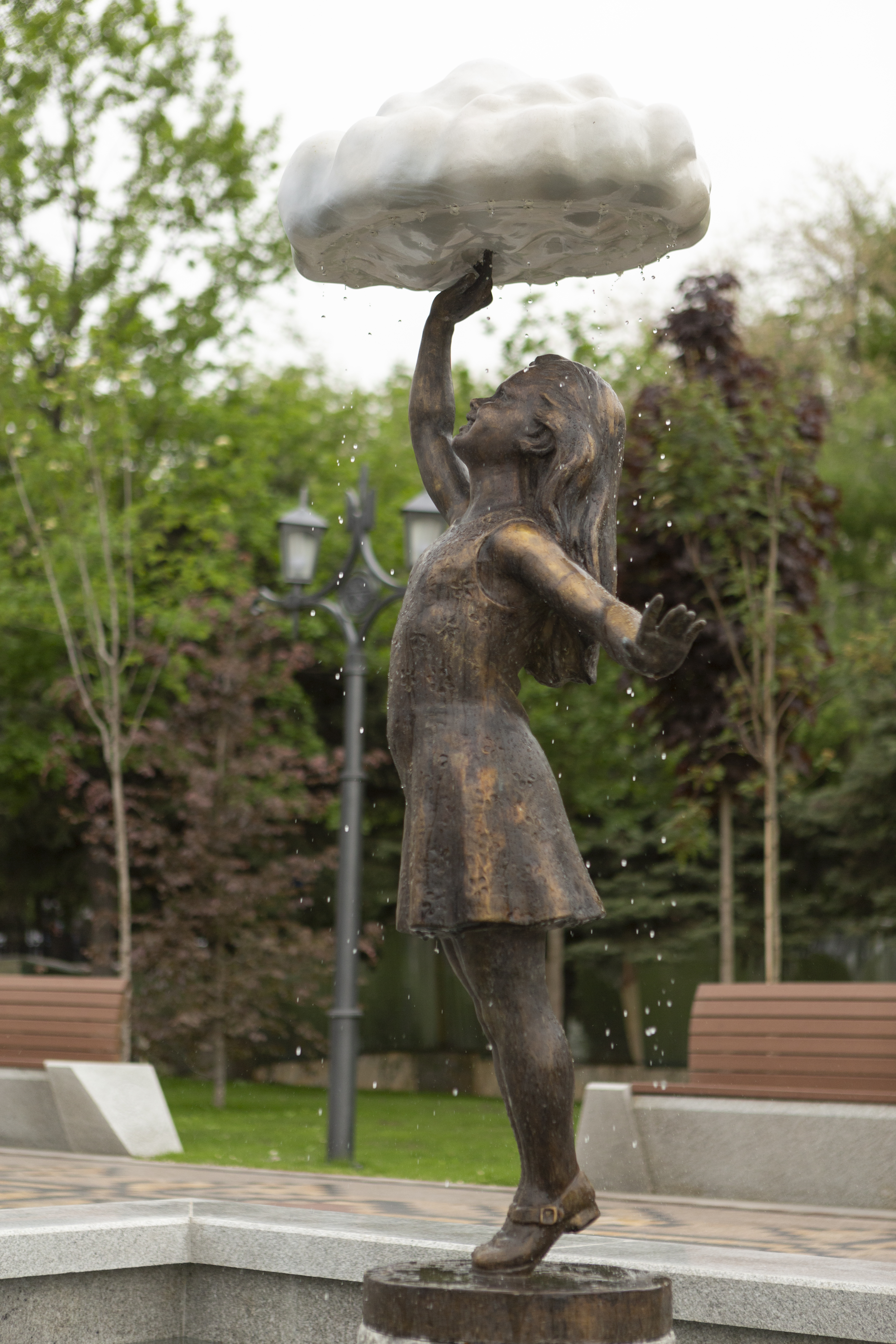
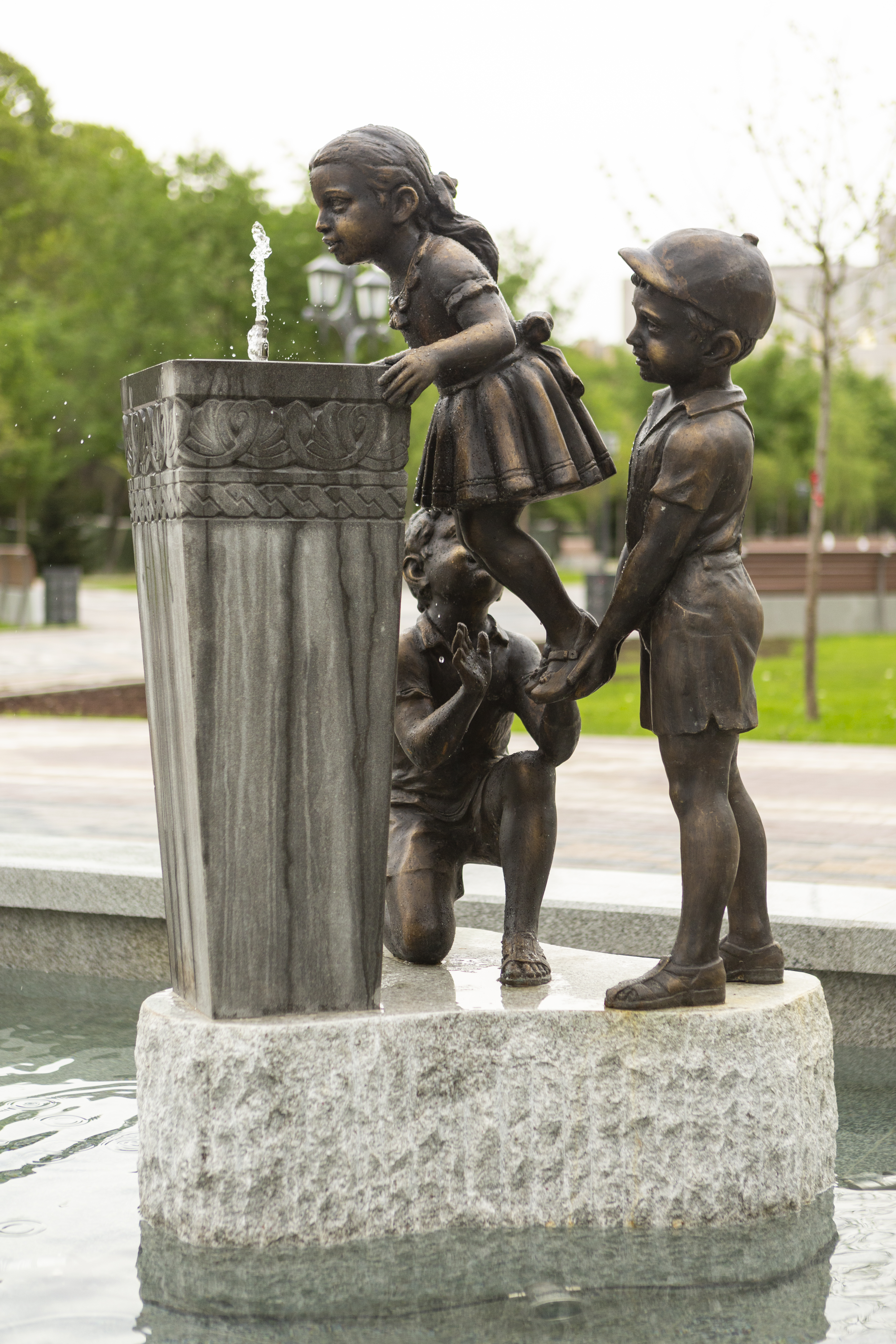
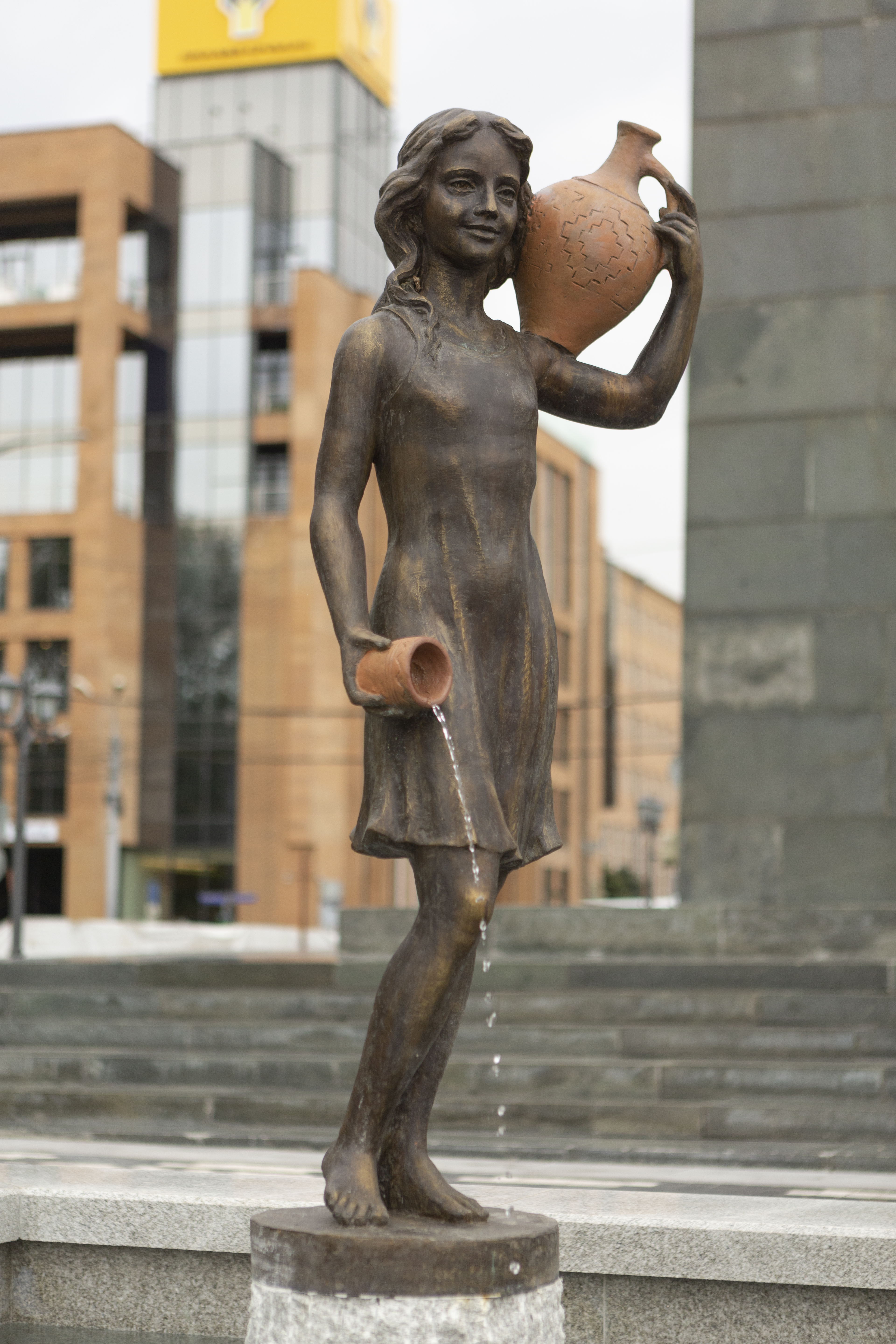
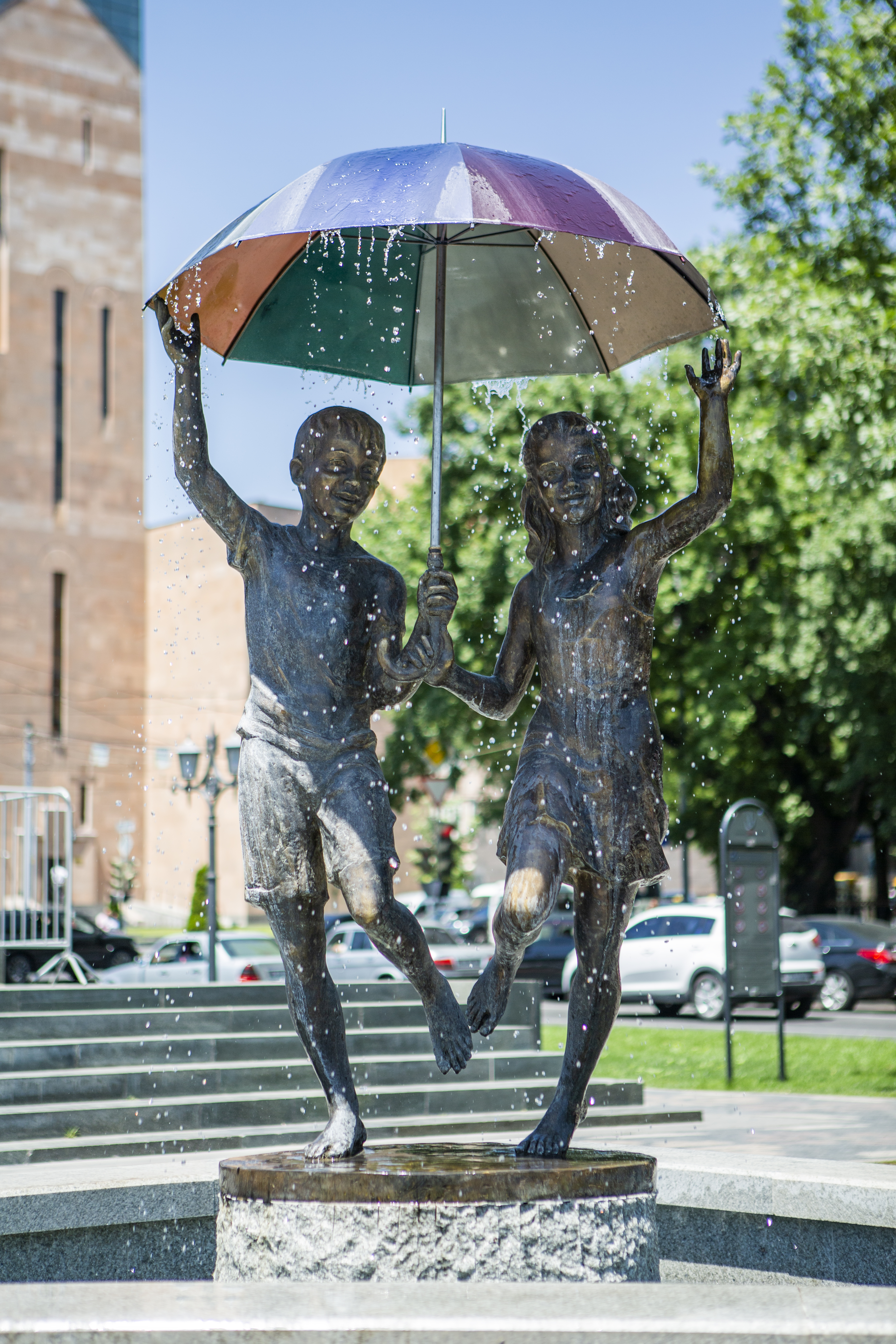
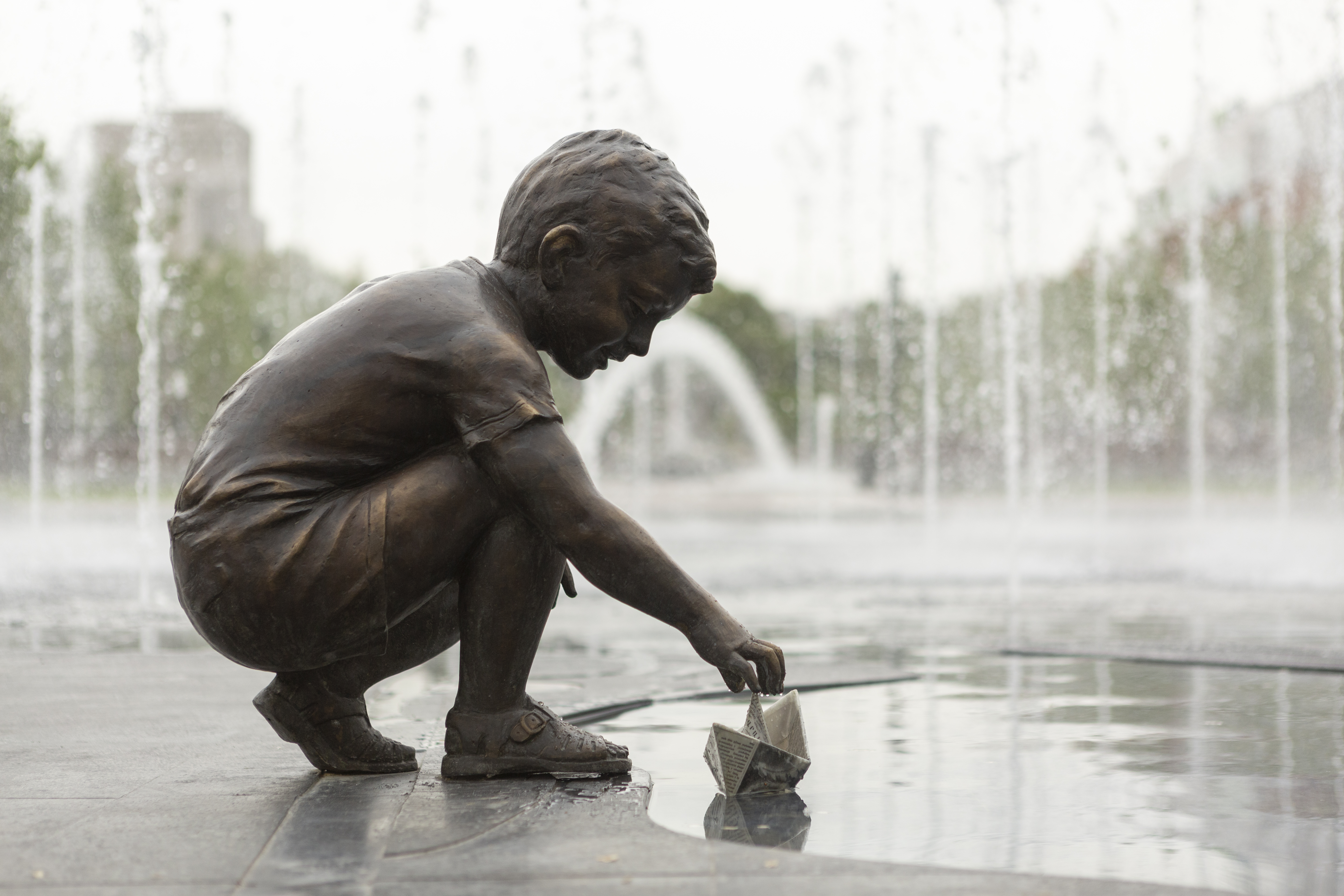

1. ↑  "The 'Vardanyan's Park' is already three years old". 13 May 2022. Retrieved 13 May 2022.
2. ↑  "Երեւանի 2800-ամյակի այգին՝ սենսորային շատրվաններով ու արձանիկներով". Առավոտ – Լուրեր Հայաստանից. 9 May 2019. Retrieved 9 May 2019.
3. ↑  "Երևանի 2800-ամյակին նվիրված այգին պատրաստ կլինի 2019-ի գարնանը (վիդեո)" (به ارمنی). panarmenian.net. 19 October 2018. Retrieved 9 May 2019.
4. ↑  "Բացվեց Երևանի 2800-ամյակին նվիրված պուրակը" (به ارمنی). azatutyun.am. 10 May 2019.
5. ↑  "Park on 2800th anniversary of Yerevan to open for Armenians in spring (video)" (به انگلیسی). aysor.am. 18 October 2018. Retrieved 9 May 2019.
6. ↑  "PM attends inauguration of Yerevan-2800 Park" (به انگلیسی). primeminister.am. Retrieved 10 May 2019.
7. ↑  "Երեւանի 2800 ամյակին նվիրված այգի կհիմնվի" (به ارمنی). armenpress.am. 26 December 2017. Retrieved 9 May 2019.
8. ↑  "Yerevan 2800 Park" (به انگلیسی). armeniadiscovery.com. 4 July 2019.